# Keon Clark
Arian Keon Clark (Danville, 16 aprile 1975) è un ex cestista statunitense, professionista nella NBA.

## Carriera
È stato selezionato dagli Orlando Magic al primo giro del Draft NBA 1998 (13ª scelta assoluta).

## Statistiche

### College
| Anno      | Squadra        | PG | PT | MP   | TC%  | 3P%  | TL%  | RP   | AP  | PRP | SP  | PP   |
| --------- | -------------- | -- | -- | ---- | ---- | ---- | ---- | ---- | --- | --- | --- | ---- |
| 1996-1997 | UNLV R. Rebels | 29 | 4  | 28,1 | 55,6 | 31,6 | 62,9 | 10,0 | 1,1 | 0,8 | 3,9 | 14,8 |
| 1997-1998 | UNLV R. Rebels | 10 | 10 | 32,1 | 54,8 | 50,0 | 66,7 | 8,6  | 1,9 | 0,2 | 2,6 | 14,8 |
| Carriera  | Carriera       | 39 | 14 | 29,2 | 55,4 | 37,0 | 63,8 | 9,6  | 1,3 | 0,6 | 3,5 | 14,8 |

### NBA

#### Regular Season
| Anno      | Squadra          | PG  | PT | MP   | TC%  | 3P%  | TL%  | RP  | AP  | PRP | SP  | PP   |
| --------- | ---------------- | --- | -- | ---- | ---- | ---- | ---- | --- | --- | --- | --- | ---- |
| 1998-1999 | Denver Nuggets   | 28  | 0  | 14,6 | 45,0 | 0,0  | 56,8 | 3,4 | 0,4 | 0,4 | 1,1 | 3,3  |
| 1999-2000 | Denver Nuggets   | 81  | 20 | 22,8 | 54,2 | 12,5 | 68,8 | 6,2 | 0,9 | 0,6 | 1,4 | 8,6  |
| 2000-2001 | Denver Nuggets   | 35  | 3  | 21,5 | 41,2 | -    | 60,0 | 5,3 | 1,0 | 0,5 | 1,3 | 6,5  |
| 2000-2001 | Toronto Raptors  | 46  | 0  | 21,0 | 52,2 | 0,0  | 58,5 | 5,4 | 0,8 | 0,3 | 2,4 | 9,0  |
| 2001-2002 | Toronto Raptors  | 81  | 31 | 27,0 | 49,0 | 0,0  | 67,4 | 7,4 | 1,1 | 0,7 | 1,5 | 11,3 |
| 2002-2003 | Sacramento Kings | 80  | 11 | 22,3 | 50,1 | 0,0  | 65,6 | 5,6 | 1,0 | 0,5 | 1,9 | 6,7  |
| 2003-2004 | Utah Jazz        | 2   | 0  | 13,5 | 33,3 | -    | -    | 3,5 | 0,5 | 0,5 | 0,0 | 2,0  |
| Carriera  | Carriera         | 353 | 65 | 22,6 | 50,0 | 5,3  | 64,5 | 5,9 | 0,9 | 0,5 | 1,6 | 8,2  |

#### Playoffs
| Anno     | Squadra          | PG | PT | MP   | TC%  | 3P% | TL%  | RP  | AP  | PRP | SP  | PP   |
| -------- | ---------------- | -- | -- | ---- | ---- | --- | ---- | --- | --- | --- | --- | ---- |
| 2001     | Toronto Raptors  | 11 | 0  | 9,4  | 36,7 | -   | 65,0 | 2,1 | 0,5 | 0,2 | 0,3 | 3,2  |
| 2002     | Toronto Raptors  | 5  | 5  | 34,8 | 54,2 | -   | 93,8 | 8,0 | 1,6 | 0,4 | 1,6 | 13,4 |
| 2003     | Sacramento Kings | 12 | 0  | 14,3 | 48,8 | -   | 71,4 | 3,7 | 0,3 | 0,3 | 0,7 | 4,6  |
| Carriera | Carriera         | 28 | 5  | 16,0 | 47,9 | -   | 75,4 | 3,8 | 0,6 | 0,3 | 0,7 | 5,6  |